# Indiens à cheval
Indiens à cheval est une peinture réalisée à l'huile sur toile en 1911 par le peintre expressionniste allemand August Macke. Elle a été créée lorsque l'artiste était sous l'influence du cubisme et avait rejoint le groupe Le Cavalier Bleu par l'intermédiaire de son ami Franz Marc. Le tableau appartient à la collection de la Galerie Lenbachhaus, à Munich, offert par la Fondation Bernhard et Elly Koehler en 1965.

## Description
Le paysage peint montre trois personnes et deux chevaux. À l'arrière-plan, il y a des montagnes pointues et rondes avec un ciel jaune foncé, devant lesquelles se trouvent des cabanes. Les personnages sont des « Indiens » tels que Macke les imaginait. Deux d'entre eux sont montés sur des chevaux et le troisième tient une lance ornée de plumes bleues, blanches et rouges. Certaines choses rappellent l'influence de Franz Marc, comme le paysage fantastique sombre et brillant et les arbres penchés vers la gauche. La conception du cubisme de Macke était plus douce et plus picturale que celle de ses collègues ; contrairement aux images de Marc, elle rappelle davantage le fauvisme, représenté par les peintres de la Nouvelle Association des Artistes Munichois jusqu'en 1910 environ. Le motif du tableau de Macke, le « bon sauvage », est également lié au cubisme. C'est le désir du paradis qui habite la conscience des avant-gardes européennes depuis Paul Gauguin et qui ont eu le désir de rompre avec les traditions artistiques européennes et de s'attaquer à l'exotisme. L'historien de l'art Rosel Gollek cite August Macke qui dit que la peinture est pour lui « une joie dans la nature ». Alors que ses collègues artistes du Cavalier Bleu avaient « une prétention intellectuelle difficile à transmettre », Macke avait « la magie d'un son humoristique, féerique, mythique, rempli de poésie ».